# Abucay
Abucay é um município de  terceira classe de renda municipal (d) na província Bataan, nas Filipinas. De acordo com o censo de 1 de maio  de  2020 possui uma população de 42 984 pessoas e 10 522 domicílios.